# 釧路郡
釧路郡（日语：／ Kushiro gun */?）為日本北海道釧路綜合振興局的郡，位於釧路綜合振興局中部靠海的位置。

## 轄區
轄區包含1町：
- 釧路町

## 沿革

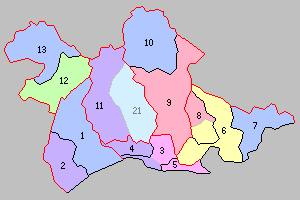
北海道一・二級町村制施行時釧路郡下辖町村（3.釧路町［第1次］ 4.鸟取村 5.昆布森村 紫：釧路市 桃：釧路町［第2次］）

- 1869年8月15日：北海道設置11國86郡，釧路國釧路郡成立。
- 1897年11月：北海道實施支廳制，釧路國釧路郡隸屬釧路支廳之管轄，此時釧路郡下轄釧路市街、桂戀村、釧路村、鳥取村、昆布森村、跡永賀村、仙鳳趾村。[1]（1市街6村）
- 1900年7月1日：釧路市街、桂戀村、釧路村合併為釧路町，並成為北海道一級町。（1町4村）
- 1919年4月1日：昆布森村、跡永賀村、仙鳳趾村合併為昆布森村，並成為北海道二級村。（1町2村）
- 1920年6月27日：釧路村從釧路町分割獨立設置為北海道二級村。[2]（1町3村）
- 1920年7月1日：釧路町改制為釧路區（現釧路市），並脫離釧路郡之管轄。（3村）
- 1923年4月1日：鳥取村成為北海道二級村。
- 1933年5月1日：鳥取村成為北海道一級村。
- 1943年6月1日：北海道一級二級町村制廢止。釧路村和昆布森村成為內務省指定村。
- 1943年6月9日：鳥取村改制為鳥取町。（1町2村）
- 1946年10月5日：指定町村制廢止
- 1949年10月10日：鳥取町被併入釧路市。（2村）
- 1955年1月1日：昆布森村被併入釧路村。（1村）
- 1980年4月1日：釧路村改制為釧路町。（1町）